# Rochester Institute of Technology
Il Rochester Institute of Technology (RIT) è un'università privata di ricerca della città di Henrietta, nello stato di New York (Stati Uniti d'America).

## Storia
Il Rochester Institute of Technology nacque nel 1891 ed era originariamente collocato a Rochester. Inizialmente, la scuola prendeva il nome di Athenæum and Mechanics Institute (RAMI) in quanto era nata dalla fusione del Rochester Athenæum, una società letteraria inaugurata nel 1829 dal colonnello Nathaniel Rochester e altri, e il Mechanics Institute, un istituto di formazione tecnica aperta nel 1885 da un consorzio di uomini d'affari tra cui il capitano Henry Lomb (anche ricordato per aver co-fondato la Bausch & Lomb), e anch'esso appartenuto a Rochester.
Nel 1944 la scuola cambiò nome in Rochester Institute of Technology e divenne un'università di ricerca a tutti gli effetti. Nel 1968, il RIT venne trasferito nella nuova sede di Henrietta, nello stato di New York. Nel 1979, il RIT assorbì l'Eisenhower College, una scuola di arti liberali di Seneca Falls che venne chiuso pochi anni più tardi. Il RIT conta oggi oltre 19.000 studenti ed è la decima scuola privata più grande negli USA.